# Prix Culture et Bibliothèques pour tous
Le prix Culture et Bibliothèques pour tous (prix CBPT) récompense chaque année, en mai, un livre publié durant l'année civile écoulée. Ce prix littéraire, décerné depuis 1980, a pour objet de faire découvrir et mettre en valeur un auteur francophone encore peu connu du grand public. Quatre livres sont sélectionnés et soumis aux votes des bibliothécaires bénévoles qualifiés (6150 en 2014) du réseau associatif Culture et bibliothèques pour tous.

## Historique
Le prix a été créé en 1980 par l'association reconnue d'utilité publique Culture et Bibliothèques pour tous.

## Liste des lauréats du Prix CBPT
| Année | Auteur                | Titre                            | Éditeur               |
| ----- | --------------------- | -------------------------------- | --------------------- |
| 1980  | Philippe Beaussant    | L'Archéologue                    | Gallimard             |
| 1981  | J. M. G. Le Clézio    | Désert                           | Gallimard (2)         |
| 1982  | René Lenoir           | Les Cerisiers d'Ighil            | Fayard                |
| 1983  | Paul Savatier         | Le Photographe                   | Gallimard (3)         |
| 1984  | Bernard Pierre        | Le Roman du Mississipi           | Plon                  |
| 1985  | Nicolas Saudray       | La Maison des prophètes          | Seuil                 |
| 1986  | Yves Courrière        | Kessel ou sur la piste du Lion   | Plon (2)              |
| 1987  | Amin Maalouf          | Léon l'Africain                  | JC Lattès             |
| 1988  | Jean-Marie Lustiger   | Le Choix de Dieu                 | de Fallois            |
| 1989  | Andrée Chedid         | Mondes, Miroirs, Magies          | Flammarion            |
| 1990  | Nicolas Bouvier       | La Chronique japonaise           | Payot                 |
| 1992  | Anne Bragance         | Anibal                           | Robert Laffont        |
| 1993  | Daniel Pennac         | Comme un roman                   | Gallimard (4)         |
| 1994  | Catherine Clément     | Pour l'amour de l'Inde           | Flammarion (2)        |
| 1995  | Rolland Doukhan       | Juste un instant d'automne       | Denoël                |
| 1996  | Denise Dubois-Jallais | Venise juste en face             | Robert Laffont (2)    |
| 1997  | Philippe Delerm       | Sundborn ou les Jours de lumière | Le Rocher             |
| 1998  | Alice Ferney          | Grâce et Dénuement               | Actes Sud             |
| 1999  | Jean-Claude Izzo      | Le Soleil des mourants           | Flammarion (3)        |
| 2000  | Marc Dugain           | La Chambre des officiers         | JC Lattès (2)         |
| 2001  | Éric Fottorino        | Un territoire fragile            | Stock                 |
| 2002  | Pierrette Fleutiaux   | Des phrases courtes, ma chérie   | Actes Sud (2)         |
| 2003  | Marc Durin-Valois     | Chamelle                         | JC Lattès (3)         |
| 2004  | François Vallejo      | Groom                            | Viviane Hamy          |
| 2005  | Marc-Alfred Pellerin  | Inokenti                         | Albin Michel          |
| 2006  | Valentine Goby        | L'Antilope blanche               | Gallimard (5)         |
| 2007  | Muriel Barbery        | L'Élégance du hérisson           | Gallimard (6)         |
| 2008  | Nathacha Appanah      | Le Dernier Frère                 | L'Olivier             |
| 2009  | Claudie Gallay        | Les Déferlantes                  | Gallimard (7)         |
| 2010  | Richard Collasse      | Saya                             | Seuil (2)             |
| 2011  | Blandine Le Callet    | La Ballade de Lila K             | Stock (2)             |
| 2012  | Metin Arditi          | Le Turquetto                     | Actes Sud (3)         |
| 2013  | Marie Sizun           | Un léger déplacement             | Arléa                 |
| 2014  | Beata de Robien       | Fugue polonaise                  | Albin Michel (2)      |
| 2015  | Hélène Gestern        | Portrait d'après blessure        | Arléa (2)             |
| 2016  | Larry Tremblay        | L'Orangeraie                     | La Table ronde        |
| 2017  | Laurent Mauvignier    | Continuer                        | Minuit                |
| 2018  | Aline Kiner           | La Nuit des béguines             | Liana Levi            |
| 2019  | Julia Kerninon        | Ma Dévotion                      | La Brune au Rouergue  |
| 2020  | Akira Mizubayashi     | Âme brisée                       | Gallimard (8)         |
| 2021  | Sébastien Spitzer     | La fièvre                        | Albin Michel (3)      |
| 2022  | Marie Vingtras        | Blizzard                         | L'Olivier (2)         |
| 2023  | Anthony Passeron      | Les Enfants endormis             | Globe (2)             |
| 2024  | Éric Chacour          | Ce que je sais de toi            | Éditions Philippe Rey |

## Prix Hors Champ
Le prix Hors Champ est le prix des lecteurs de l’Association Culture et Bibliothèques pour tous. Créé en 2016, il vise à faire partager des coups de cœur pour de nouvelles écritures, à en faire connaître les auteurs français ou étrangers et les éditeurs qui ont cru en eux. Une sélection « kaléidoscope » qui invite à privilégier de nouvelles couleurs dans la littérature contemporaine.

## Liste des lauréats du Prix Hors Champ
| Année | Auteur                | Titre                  | Éditeur               |
| ----- | --------------------- | ---------------------- | --------------------- |
| 2017  | Guillaume Guéraud     | Shots                  | La Brune au Rouergue  |
| 2018  | Maryam Madjidi        | Marx et la Poupée      | Le Nouvel Attila      |
| 2019  | Timothée Demeillers   | Jusqu'à la bête        | Asphalte              |
| 2020  | Eliane Serdan         | L'Algérois             | Serge Safran éditeur  |
| 2021  | Ludovic Roubaudi      | Nostra Requiem         | Serge Safran éditeur  |
| 2022  | Sarah St Vincent      | Se cacher pour l'hiver | la croisée            |
| 2023  | Pierre Raufast        | Habemus Piratam        | Les Forges de Vulcain |
| 2024  | Dimitri Rouchon-Borie | Le Chien des étoiles   | Le Tripode            |